# Zielgerät 1229

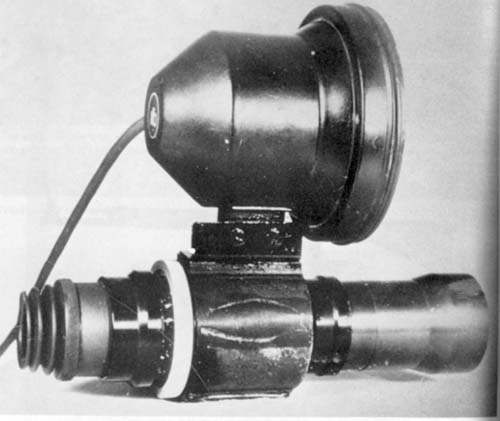
O "Vampir".

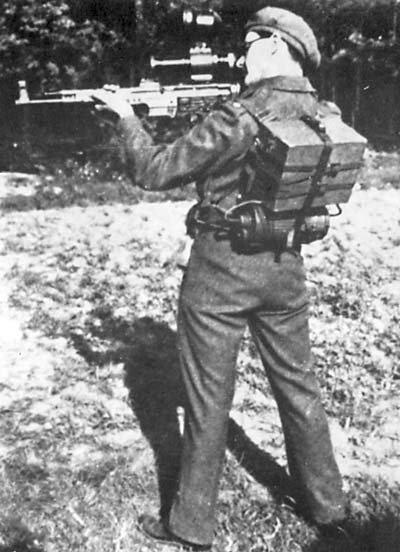
Um soldado britânico testando um Zielgerät 1229 após a guerra.

ZG 1229 Vampir 1229 (ZG 1229) foi equipamento desenvolvido para a Wehrmacht durante a Segunda Guerra Mundial. Trata-se de um dispositivo infravermelho que seria acoplado na espingarda de assalto Sturmgewehr 44. O dispositivo também era conhecido como visão vampiro.

## Desenho
O ZG 1229 Vampire pesava aprox. 2,25 kg e foi montado com um suporte de braçadeira no fuzil de assalto 44 diretamente na fábrica da empresa C. G. Haenel em Suhl e entregue pronto. Os soldados equipados desta forma eram referidos pelo Alto Comando da Wehrmacht como combatentes noturnos. Além do dispositivo em si e do holofote infravermelho montado nele, havia uma bateria de 13,5 kg para o holofote e outra bateria menor em uma lata de máscara de gás, que fornecia energia ao próprio dispositivo infravermelho.